# Тахт-е Солейман
Тахт-е Солейман (перс. تخت سلیمان) — пам'ятка археології сасанідського періоду, одна з найважливіших зороастрійських святинь, розташована на північному заході Ірану у регіоні Західний Азербайджан. Об'єкт внесений до списку світової спадщини ЮНЕСКО у 2003.

## Опис
Археологічний комплекс Тахт-е Солейман розташований у провінції Західний Азербайджан на плато на висоті близько 2000 м над рівнем моря навколо вулканічного озера за 30 км від міста Такаб.
Тахт-е Солейман являє собою рештки храмового комплексу, що складався з храму Вогню та храму, присвяченого богині води Анаїті, та палацу. Святилище було захищено фортифікаційними спорудами: стіною заввишки 13 м із 38-ма вежами; для доступу всередину комплексу слугували північна та південна брами.

## Історія
Храмовий комплекс був збудований у VI столітті за правління Хосрова I. Матеріалом споруд слугувала цегла-сирець, однак пізніше усі будівлі були виконані у камені. Під час візантійсько-перської війни у 627 році комплекс було зруйновано візантійською армією, а храм Вогню розграбовано. За доби монгольського правління на території храмового комплексу було побудовано літній палац, що слугував резиденцією ільхана Абака-хана. Окрім того, за монгольської доби реконструювалися та розбудовувалися інші споруди, що сприяло розвитку місцевості — навколо комплексу утворилося велике поселення, яке втім занепало наприкінці XIV-початку XV століття.
Храмовий комплекс був шанований у середовищі християн та мусульман, які пов'язували зі святинею легенди про Соломона (Сулеймана), що відобразилося, зокрема, у сучасній назві об'єкту, а також про народження Ісуса Христа та Заратуштри. За час свого існування Тахт-е Сулейман змінив кілька назв. За епохи Сасанидів храмовий комплекс носив назву «Атур-Гушнасп» — вогонь коня. За монгольського панування у XIII—XIV столітті його називали «Сатурик», у ісламських хроніках він фігурує під назвою «Шиз». Сучасна назва «Тахт-е Солейман» у перекладі з перської означає «трон Соломана».
Для західного світу комплекс Тахт-е Сулейман було відкрито на початку XIX століття шотландським мандрівником Робертом Кер Портером. Перший графічний план пам'ятки був укладений британським археологом Генрі Роулінсоном, який помилково визначив комплекс столицею Мідії Екбатаною. 1937 року німецький археолог Еріх Шмідт зробив першу фотографію Тахт-е Солейман з висоти пташиного польоту. Останні масштабні дослідження комплексу відбувалися у 1970 році.